# Социалдемократическа инициатива
Социалдемократическа инициатива (на албански: Nisma Socialdemokrate, известна още като NISMA) е политическа партия в Косово, създадена през 2014 г. от Фатмир Лимай и Якуп Красничи, които са бивши членове на Демократическата партия на Косово (ДПК).

## Участия в избори

### Парламентарни избори
| Избори | Гласове              | %                    | Общо места | Места за албанците | Ранг | +/–          | Правителство                               |
| ------ | -------------------- | -------------------- | ---------- | ------------------ | ---- | ------------ | ------------------------------------------ |
| 2014   | 37 680               | 5,15                 | 6 / 120    | 6 / 100            | 5–то | Безизменение | В управление                               |
| 2017   | Част от коалиция PAN | Част от коалиция PAN | 6 / 120    | 6 / 100            | 4–то | Безизменение | В коалиция                                 |
| 2019   | 42 083               | 5,00                 | 4 / 120    | 4 / 100            | 6–то | 2            | Опозиция (2020 ); В коалиция (2020 – 2021) |
| 2021   | 21 998               | 2,51                 | 0 / 120    | 0 / 100            | 6–то | 4            | Извън парламента                           |